# Rosalia gravida
Rosalia gravida är en skalbaggsart som beskrevs av Auguste Lameere 1887. Rosalia gravida ingår i släktet Rosalia och familjen långhorningar. Inga underarter finns listade i Catalogue of Life.